# نيل كاربنتر
نيل كاربنتر هو متزلج فني كندي، ولد في 17 سبتمبر 1944 في كامبريدج في كندا.

## وصلات خارجية
- نيل كاربنتر على موقع أوليمبيديا (الإنجليزية)